# Arlequins frieri
Arlequins frieri (Commedia dell'arte) är en svensk film från 1915 komponerad av premiärdansör Oscar Tropp vid Kungliga Teatern. Filmen premiärvisades 4 oktober 1915 på Vinter-Palatset i Stockholm. Den spelades in av Oscar Olsson och finns bevarad i SVT:s filmarkiv.

## Rollista (i urval)
- Gustaf Rödin – Cassandre
- Anna Tropp – Colombine, hans dotter
- Sven Tropp – Pierrot
- Oscar Tropp – Arlequin